# Dark Skies
Dark Skies é uma série de televisão de ficção científica, exibida originalmente pela NBC, entre os anos de 1996 e 1997. O sucesso de Arquivo X na FOX provou que existia audiência para o gênero de ficção científica na televisão, e para não ficar para trás, a emissora contratou os produtores Bryce Zabel e Brent Friedman para controlar o projeto. A série estreou em 21 de Setembro de 1996, e posteriormente foi reprisada pelo Sci Fi Channel, um canal de TV Paga de propriedade da NBC. O episódio piloto foi transmitido em 21 de Setembro de 1996, com duas horas de duração, mas para efeitos comerciais, o piloto foi dividido em dois episódios.

## Sinopse
A história do século XX que conhecemos é uma mentira. Alienígenas estão entre nós desde a década de 1940, sendo escondidos da opinião pública através dos governos de países de todo o mundo. Enquanto a série progride, conhecemos John Loengard e Kim Sayers nos anos 1960, quando eles lutam com alienígenas, os hive. Essa raça de alienígenas planejou invadir e dominar a Terra através de figuras carismáticas da sociedade e manipulação de eventos históricos, deles, o mais notável seria o assassinato do presidente John F. Kennedy.
O seriado é memorável por envolver várias personalidades reais dos anos 1960 em seu enredo, como os Beatles, Robert Kennedy, Jim Morrison, J Edgar Hoover e vários outros, interpretados por atores competentes e convincentes.
Nesta série, o público foi apresentado a atriz Jeri Ryan, pouco antes de ela fazer sucesso como Sete de Nove. Similar a sua personagem em Star Trek: Voyager, ela interpretou uma personagem carismática que "caiu" no meio da trama, provavelmente com o objetivo de fazer os índices de audiência subirem.

## Elenco
- Eric Close .... John Leongard
- Megan Ward .... Kimberly Sayers
- J.T. Walsh .... Frank Bach
- Tim Kelleher .... Jim Steele
- Connor O'Farrell .... Phil Albano
- Charley Lang .... Dr.Halligan
- Jeri Ryan .... Juliet Stuart

## Episódios
| #     | Título                 | Exibição Original      |
| ----- | ---------------------- | ---------------------- |
| 1 e 2 | The Awakening          | 21 de Setembro de 1996 |
| 3     | Moving Targets         | 28 de Setembro de 1996 |
| 4     | Mercury Rising         | 19 de Outubro de 1996  |
| 5     | Dark Days Night        | 26 de Outubro de 1996  |
| 6     | Dreamland              | 2 de Novembro de 1996  |
| 7     | Inhuman Nature         | 9 de Novembro de 1996  |
| 8     | Ancient Future         | 16 de Novembro de 1996 |
| 9     | Hostile Convergence    | 7 de Dezembro de 1996  |
| 10    | We Shall Overcome      | 14 de Dezembro de 1996 |
| 11    | The Last Wave          | 4 de Janeiro de 1997   |
| 12    | The Enemy Within       | 11 de Janeiro de 1997  |
| 13    | The Warren Omission    | 18 de Janeiro de 1997  |
| 14    | White Rabbit           | 1 de Fevereiro de 1997 |
| 15    | Shades of Gray         | 8 de Fevereiro de 1997 |
| 16    | Burn, Baby, Burn       | 1 de Março de 1997     |
| 17    | Both Sides Now         | 8 de Março de 1997     |
| 18    | To Prey in Darkness    | 15 de Março de 1997    |
| 19    | Strangers in the Night | 24 de Maio de 1997     |
| 20    | Bloodlines             | 31 de Maio de 1997     |

## CDs e DVDs
Atendendo a pedidos dos fãs da série, um DVD com a série completa, foi lançada nos EUA e na Inglaterra (sem legendas) em 2011.
A trilha sonora de Dark Skies foi lançada em Setembro de 2006, em comemoração ao décimo aniversário do seriado, incluindo as músicas originais da série, criadas por Michael Hoenig e a inédita Pilot Suite do compositor de Arquivo X, Mark Snow.